# ハナグロチョウチョウウオ
ハナグロチョウチョウウオ（鼻黒蝶々魚、学名：Chaetodon ornatissimus）は、チョウチョウウオ科に分類される魚類の一種。

## 分類

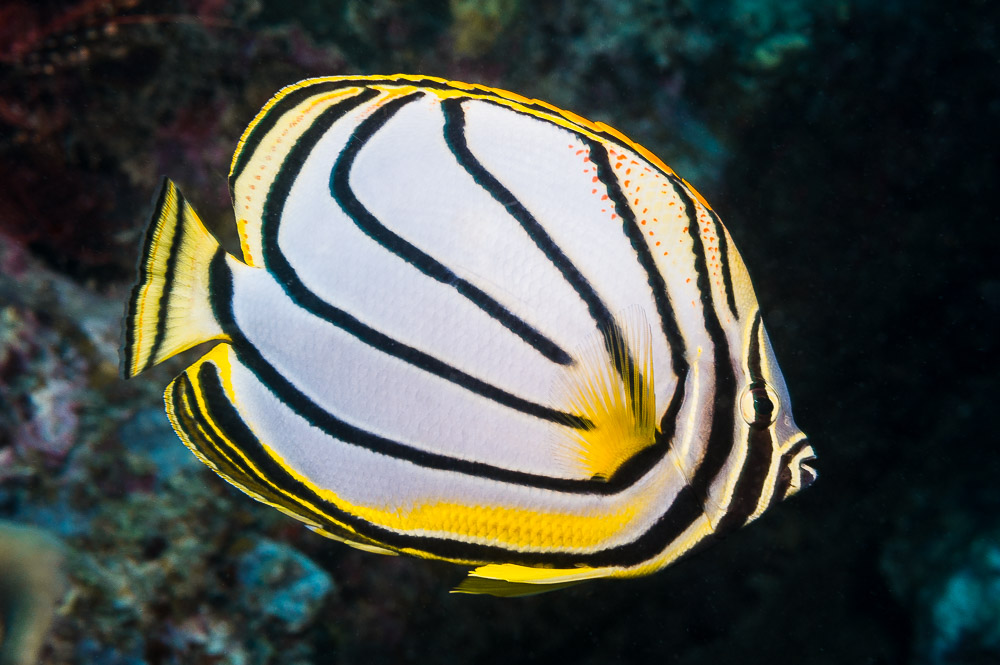
オウギチョウチョウウオ

ハクテンカタギやオウギチョウチョウウオと近縁であり、合わせて「Citharoedus」という亜属を構成しているが、この学名は軟体動物の属に使用されていたため有効ではない。メロンバタフライフィッシュ（C. trifasciatus）を含む Corallochaetodon 亜属に非常に近いと考えられている。チョウチョウウオ属が分割された場合、これらは Megaprotodon 属に分離される可能性がある。
オウギチョウチョウウオと生態や分布域が似ている。ハナグロチョウチョウウオのオレンジ色の斜線の部分は、オウギチョウチョウウオでは黒色の曲線である。交雑と思われる個体も存在する。

## 分布と生息地
スリランカからハワイ諸島、マルケサス諸島、ピトケアン諸島、北は南日本、南はロード・ハウ島、オーストラル諸島のラパ島まで、インド太平洋の熱帯海域に広く分布している。この地域には世界の魚類の4分の3以上が生息している。外洋および沿岸の潮通しの良いサンゴ礁に生息し、生息水深は1 - 36mである。どの地域でも個体数は少ない。

## 形態

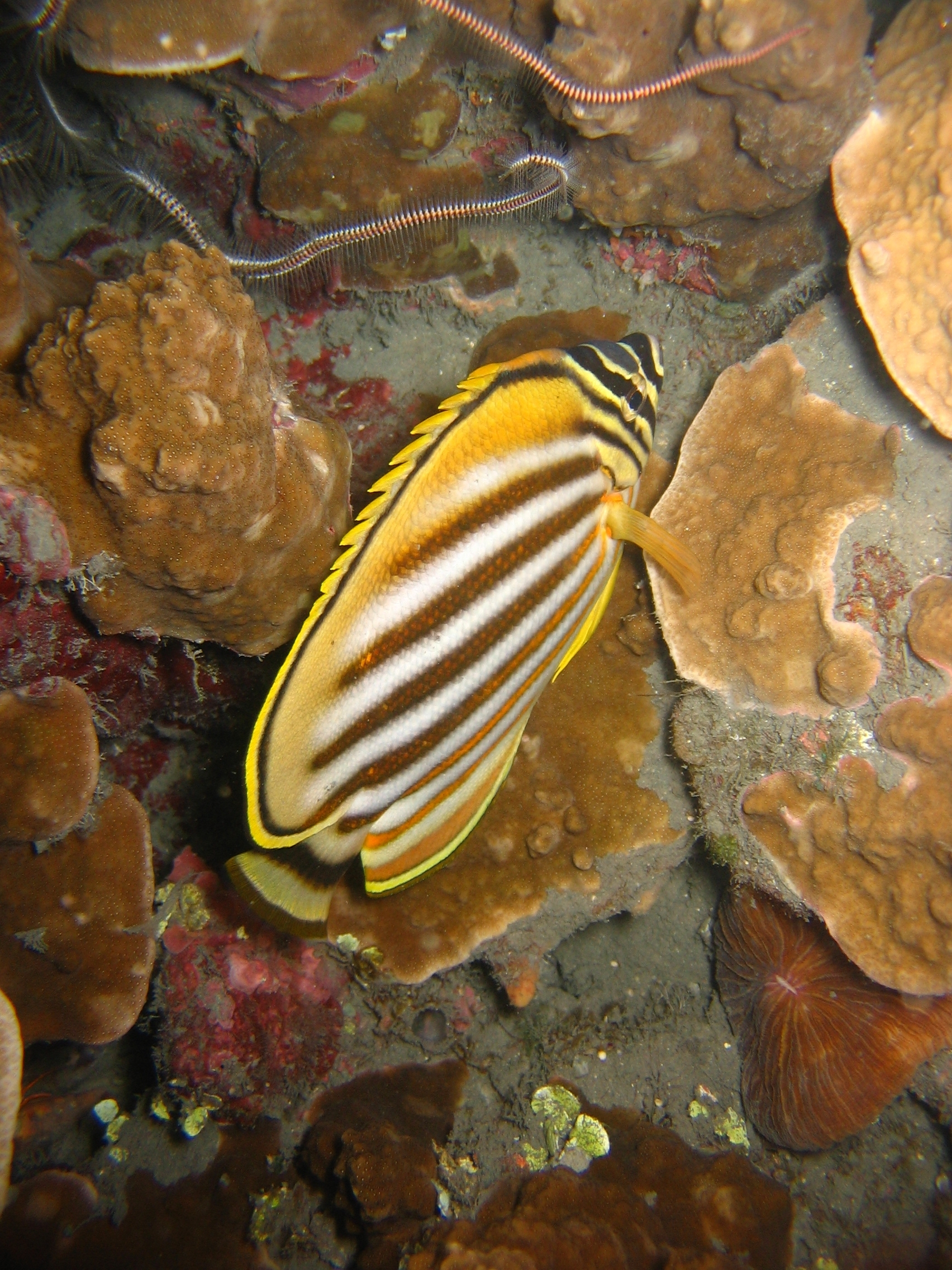
夜の体色

青白い体にオレンジ色から茶色の斜線が複数入る。夜はオレンジ色の斜線が濃い色になる。頭部には黄色で縁取られた2本の黒い縞模様があり、1本は目を横切り、もう1本は鼻先を通る。尾にも2本の黒い縞模様がある。全長13 - 18 cmで、雌雄に大きさの差は無い。

## 生態

### 行動
主にペアで生活し、透明度の高いラグーンや珊瑚が生い茂る海側の岩礁などを占める。若魚は単独で生活し、警戒心が高く、身を守るために枝分かれした珊瑚の枝に隠れる。繁殖年齢に達すると、つがいを形成する。成魚が単独で見つかることはまれである。つがいは見つけやすい縄張りを確立する。

### 繁殖
一夫一婦制で、多くのつがいは生涯を共にする。産卵時期は地域によって異なり、熱帯地方では冬と早春にピークを迎え、温帯地方では真夏に起こる。産卵は夕暮れ時に起こり、卵は水中に放出されて受精する。

### 摂餌
サンゴのポリプ組織と小さな生物のみを食べる。特にミドリイシ類のポリプを専食する。ハナグロチョウチョウウオは10種類のサンゴを食べるが、これは他のサンゴ食性のチョウチョウウオと比較すると最も多様である。他のサンゴ食性チョウチョウウオには、Chaetodon austriacus、ミカドチョウチョウウオ、ウミヅキチョウチョウウオ、Chaetodon larvatus、ミスジチョウチョウウオ、オウギチョウチョウウオ、ヤスジチョウチョウウオ、Chaetodon rainfordi、Chaetodon trifasicatus が含まれる。ハナグロチョウチョウウオの食事はサンゴの組織ではなく、生きたサンゴのポリプである。非常に細い毛のような歯を持っており、他の魚が食べることができない小さな生物も食べることができる。餌であるサンゴのポリプ、ケヤリムシ、イバラカンザシはすべて殻の中に戻ってしまうため、食事の際は動かずにホバリングし、餌が殻に引っ込む前に捕まえるためには素早く短距離を動く必要がある。ハナグロチョウチョウウオは胸鰭をオールのように使ってブレーキをかけたり、急速に泳いだり、方向転換したり、後進したりすることができる。

## 脅威
他のサンゴ礁の生物と同様に、ハナグロチョウチョウウオは多くの自然および人為的撹乱を受けており、生息地の喪失に繋がっている。熱帯サンゴ礁の固着性底生生物群は、熱帯暴風雨、極端な温度、オニヒトデの増加などの自然撹乱に見舞われる。これらの事象はより頻繁に発生しており、人為的影響はより慢性化している。人為的撹乱には乱獲、汚染、沿岸開発などがあり、これらはすべてサンゴの枯渇を引き起こす。世界中のサンゴ礁群の30％以上がすでに劣化しており、2030年までにサンゴ礁群の60％以上が失われると予測されている。
底生サンゴ礁の生息地の構造の変化は、サンゴ礁の魚類、特にチョウチョウウオに悪影響を及ぼす。いくつかの研究では、サンゴの枯渇に続いてチョウチョウウオの減少と局所的な絶滅が記録されている。チョウチョウウオ属の個体数の減少は、ほぼ間違いなくサンゴの枯渇に関連していることが明らかになった。チョウチョウウオ科全体の個体数の減少は飢餓によるものであった。
生息地の群集構成を変えるもう一つの人為的悪影響は、サンゴ優勢の底生生物群集から海藻優勢の底生生物群集への移行である。サンゴ礁はチョウチョウウオに隠れ場所と食料資源を提供する。しかし海藻はチョウチョウウオに大きな影響を与え、チョウチョウウオは海藻と接触するサンゴを積極的に避ける。草食魚の乱獲と富栄養化は、海藻の成長に好ましい条件を作り出す。海藻優勢の底生生物群集の増加は、サンゴのコロニーの拡大と、幼生の定着と発育のための表面の利用可能性を制限する。

## 人とのかかわり
ダイバーやアクアリストの間で観賞魚として人気があるが、ポリプ食のため飼育は難しい。